# Richeville
 Richeville  là một xã thuộc tỉnh Eure trong vùng Normandie miền bắc nước Pháp.